# Самбхал (округ)
Самбхал (англ. Sambhal) — округ региона Морадабад в индийском штате Уттар-Прадеш. Образован 23 июля 2012 года, путём выделения из округа Морадабад. Административный центр — город Самбхал. Площадь — 2 422 км². Население —  человек (на 2001 год). Состоит из 3 административных единиц 3-о уровняː техсилы Sambhal, Chandausi и Gunnaur.